# Tetratiomolibdato de amónio
Tetratiomolibdato de amónio é o composto químico com fórmula [NH4]2MoS4. Este sal de amónio vermelho vivo é um reagente importante na química do molibdénio e tem sido usado na química bio-inorgânica. O anião tiometalato tem a propriedade distintiva de sofrer oxidação nos centros de enxofre concomitante com a redução do metal de Mo(VI) para Mo(IV).

## Preparação e estrutura
O sal contém o anião tetraédrico [MoS4]2-. O composto é preparado tratando soluções com molibdato, [MoO4]2- com sulfureto de hidrogénio na presença de amónia:

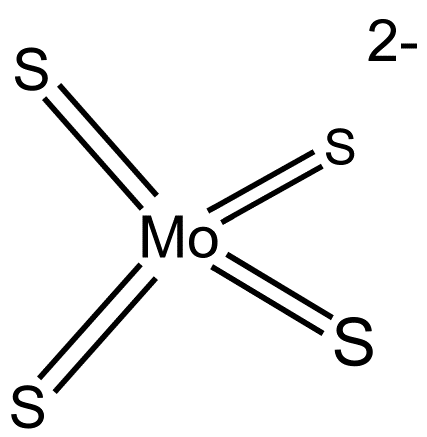
O anião [MoS_{4}^{]2-}.

[NH4]2[MoO4]  +  4 H2S  →  [NH4]2[MoS4]  +  4 H2O

## Reações
O anião é também um excelente ligando. Por exemplo, com fontes de Ni(II), forma [Ni(MoS4)2]2-. Muita da química do tiomolibdato resulta de estudos sobre sais de catiões orgânicos quaternizados, tais como [NEt4]2[MoS4] e [PPh4]2[MoS4] (Et = C2H5, Ph = C6H5). Estes sais orgânicos são solúveis em solventes orgânicos polares como a acetonitrila e dimetilformamida.
A descomposição térmica de [NH4]2[MoS4] produz trissulfureto de molibdénio (MoS3), amónia (NH3) e sulfureto de hidrogénio (H2S), entre 155 °C e 280 °C
(NH4)2(MoS4) → MoS3 + 2 NH3 + H2S
MoS3 decompõe-se então em dissulfureto de molibdénio (MoS2) num intervalo de temperaturas bastante amplo dos 300 °C aos 820 °C. PA decomposição perfeita em MoS2 sob gás inerte requer pelo menos 800°C segundo a reação seguinte,
MoS3 → MoS2 + S
mas também pode ser obtida a 450°C, se existir hidrogénio suficiente.
MoS3 + H2 → MoS2 + H2S

## Compostos relacionados
São conhecidos vários tio- e seleno- aniões incluindo (A = catião de metal alcalino, [PPh4]+, [NEt4]+):
- A3[VS4][5]
- A3[NbS4][5]
- A3[TaS4][5]
- A2[MoSe4]
- A2[WS4][6]
- A2[WSe4]
- A[ReS4][7]

Entre os aniões tetraédrios mais complexos incluem-se A2[MoS4-xOx] e A2[WS4-xOx].

## Usos
O tetratiomolibdato de amónio foi inicialmente usado terapeuticamente no tratamento da toxicose do cobre em animais. Foi depois apresentado como um tratamento para a doença de Wilson, uma doença hereditária do metabolismo do cobre, em humanos; age competindo com a absorção de cobre nos intestinos e ao aumentar a excreção. Descobriu-se possuir também um efeito inibitório sobre a angiogénese, provavelmente por via da inibição do processo de translocalização da membrana dependente do ião Cu envolvendo uma via de secreção não clássica. Tal torna-o um interessante objeto de investigação como tratamento do cancro, degeneração macular relacionada com a idade, e outras doenças que apresentem deposição excessiva de vasos sanguíneos.